# Marquesado de Sotomayor
El marquesado de Sotomayor es un título nobiliario español creado el 6 de febrero de 1774 por el rey Carlos III para Francisco Sánchez-Pleités y Rosso. El 25 de enero de 1850, la reina Isabel II concedió la Grandeza de España al segundo titular.

## Historia de los marqueses de Sotomayor
- Francisco Sánchez-Pleités y Rosso (1720-6 de febrero de 1775), I marqués de Sotomayor,[2] caballero de la Orden de Calatrava[1] y señor de Bolaños, de Campos y de Villafranca del Castillo.[3]

Casó. el 28 de noviembre de 1760, con María Manuela Hurtado de Mendoza y Ramírez de Arellano, IX marquesa de Villamagna y VI marqués de Gelo. En 1775, sucedió su hijo:
- Juan Pedro Sánchez-Pleités y Hurtado de Mendoza (13 de mayo de 1766-30 de enero de 1856),  II marqués de Sotomayor, grande de España,[4] XII marqués de Villamagna, VII marqués de Gelo y caballero de la Orden de Calatrava.[2]

Casó, el 6 de mayo de 1793, con María Josefa García de la Peña y Torres, II marquesa de Perijáa. En 13 de abril de 1856 sucedió su nieto, hijo de María Luisa Sánchez-Pleités y García de la Peña, III marquesa de Perijáa, y de su esposo, Luis Nieulant y López-Altamirano:
- Fernando de Nieulant y Sánchez-Pleités (Barcelona, 1818-San Sebastián, 25 de noviembre de 1869), III marqués de Sotomayor,[4][2] V marqués de Perijáa y VIII marqués de Gelo.[2]

Casó, siendo su tercer marido, el 13 de abril de 1870, con María Josefa Gayoso de los Cobos y Téllez-Girón. Sin descendencia, sucedió su sobrino:
- Juan Bautista de Nieulant y Villanueva (1847-1936), IV marqués de Sotomayor.[5][1]

Casó, el 20 de febrero de 1886, con Carlota Erro y Zuasti. En 18 de enero de 1952 sucedió su nieto, hijo de María Luisa Nieulant y Erro, IX condesa de Alba Real, y de su esposo Alberto Ribed y Adriani.
- Luis Alberto de Ribed y de Nieulant (m. 22 de octubre de 2000), V marqués de Sotomayor.[1]

Casó con Leonor de los Zarauz y Ugalde. En 11 de abril de 2001 sucedió su hijo:
- Alberto de Ribed y Zarauz, VI marqués de Sotomayor[6]